# Финляндский 15-й стрелковый полк
15-й Финляндский стрелковый полк — пехотная воинская часть Русской императорской армии. Формирование полка было начато в феврале, а окончено 5 апреля 1914 г. в соответствии с приказом по 22 армейскому корпусу от 5 апреля 1914 г. № 55.
Полк был сформирован в двухбатальонном составе. 20 апреля 1915 г. полк был развернут в трехбатальонный состав.
Полк входил в 4 Финляндскую стрелковую дивизию, которая в составе 22 армейского и 3 Сибирского армейского корпусов вела боевые действия на Северо-Западном и Западном фронтах.
Дислокация: Тавастагус, Великое княжество Финляндское.
В 1918 г. 15 Финляндский стрелковый полк был расформирован.

## История
03.1914 — сформирован из рот полков 50-й пехотной дивизии и 1-й Финляндской стрелковой бригады (197, 198, 199 и 200 пехотные и 1, 2, 3, и 4 Финляндские стрелковые полки). Входил в состав 4-й Финляндский стрелковой дивизии Дислокация: Тавастгус 2 батальона 3 батальона с 8(21).05.1915 г. 4 батальона с 4(17).03.1916 г. 24(06).01(02).1917 — выделен кадр на формирование 6-й Финляндской стрелковой дивизии Награды: 05.1914 г. — полку пожаловано знамя образца 1900 года, с образом Спаса Нерукотворного, кайма малиновая

## Командиры
- Гужев Петр Михайлович, полковник
- Каменский Сергей Николаевич, полковник. (на 13.03.1915; 6 мес.)
- Чеховский Антон Никифорович, Командующий, генерал-майор. 29.06.1915 — 19.10.1916
- Елагин Николай Александрович, полковник. в 05.1917

## Участие в боевых действиях
1-е Ковельское сражение
В составе операции: Брусиловский прорыв
15.07.1916 — 03.08.1916
2-е Ковельское сражение
В составе операции: Брусиловский прорыв
26.07.1916 — 29.07.1916
Августовская операция русского Юго-Западного фронта
В составе операции: Брусиловский прорыв
31.08.1916 — 03.09.1916
Ковельское сражение русского Юго-Западного фронта
В составе операции: Брусиловский прорыв
16.09.1916 — 30.09.1916